# LG L90
LG L90은 LG전자가 2014년 4월에 출시한 보급형 스마트폰이다. MWC 2014에서 L40, L70과 함께 공개되었으며, 인도, 유럽에 출시되었다.

## 운영 체제 / 소프트웨어

### 안드로이드 4.4.2 킷캣
L90은 4.4.2 킷캣을 탑재하여 출시하였다.

### 안드로이드 5.0.2 롤리팝
2015년 3월 19일에 인도 버전이 실시되었다. LG G3와 UI가 비슷해지고, 상단바가 롤리팝 스타일로 바뀌었다.

## 특수 기능

### 노크 코드
화면이 꺼진 상태에서 설정한 패턴대로 화면을 터치하면 화면이 켜짐과 동시에 잠금도 함께 풀리는 기능이다. G 프로 2에서 처음 공개되었다.

### 플러그 앤 팝
이어폰을 꽂으면 바로 앱을 실행할 수 있도록 상/하단에 팝업되는 기능이다. 음악, 비디오, 유튜브, 전화 등의 앱을 실행할 수 있다.

### 캡처 플러스
웹문서 전체를 한 번에 캡처할 수 있는 기능이다. G2부터 시작된 캡처 올과 같다.

## 색상
- 블랙
- 화이트